# إيفايلو ايفانوف
إيفايلو ايفانوف (بالبلغارية: Ивайло Иванов) هو لاعب كرة قدم بلغاري في مركز حراسة المرمى، ولد في 8 ديسمبر 1974 في صوفيا في بلغاريا. لعب مع سسكا صوفيا وسلافيا صوفيا ونادي بيروي ستارا زاغورا.